# Loxomorpha
Loxomorpha là một chi bướm đêm thuộc họ Crambidae.

## Các loài
- Loxomorpha amseli Munroe, 1995
- Loxomorpha cambogialis (Guenée, 1854)
- Loxomorpha flavidissimalis Grote, 1877
- Loxomorpha pulchellalis (Dyar, 1922)